# 德米特里夫卡 (德米特里夫卡市鎮)
50°27′11″N 30°11′26″E / 50.45306°N 30.19056°E

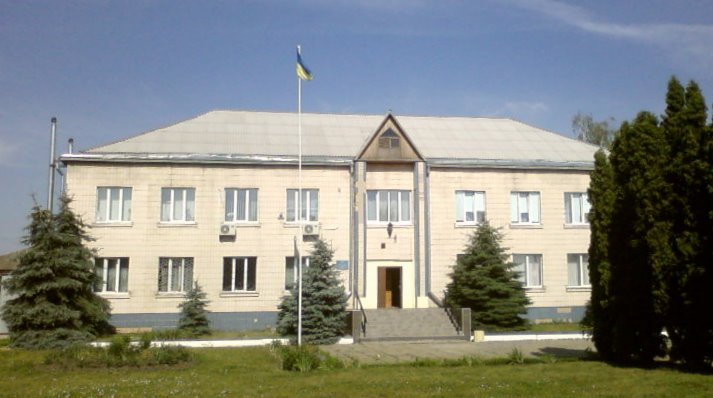

德米特里夫卡（烏克蘭語：Дмитрівка）是位於烏克蘭北部的村莊，由基輔州布恰区的德米特里夫卡市鎮負責管轄。該村始建於二十世紀，面積5.22平方公里，海拔高度164米，2001年人口2,107，人口密度每平方公里403.9人。